# Sabrina Ferilli
Sabrina Ferilli (Róma, 1964. június 28. –) olasz színésznő és modell.  
Öt Ezüst Szalag díjat nyert (köztük 2016-ban egy különleges díjat polgári szerepvállalásért az Io e lei című produkcióban), egy Golden Globe-ot, négy Ciak d’oro-t, továbbá négyszer jelölték David di Donatello-díjra. 
2013-ban szerepelt a Paolo Sorrentino rendezésében készült, Oscar-díjas A nagy szépség című filmben.

## Filmgráfia

### Film
| Év   | Magyar cím                        | Eredeti cím                                      | Szerep                     | Megjegyzések                |
| ---- | --------------------------------- | ------------------------------------------------ | -------------------------- | --------------------------- |
| 1987 |                                   | Caramelle da uno sconosciuto                     | prostituált                |                             |
| 1987 | Furfangos gályarabok              | I picari                                         | ismeretlen szerep          |                             |
| 1988 |                                   | Il frullo del passero                            | Donna delle stelle         |                             |
| 1988 |                                   | Il volpone                                       | Rosalba Marignano          |                             |
| 1988 | Rimini, Rimini – Egy évvel később | Rimini Rimini - Un anno dopo                     | pincérnő                   | La scelta szegmens          |
| 1989 |                                   | Night Club                                       | Erina                      |                             |
| 1991 |                                   | Americano rosso                                  | Zaira                      |                             |
| 1991 |                                   | Naufraghi sotto costa                            | Jole                       |                             |
| 1992 |                                   | Donne sottotetto                                 | Diana                      |                             |
| 1992 |                                   | Vietato ai minori                                | Barbara                    |                             |
| 1993 | Egy bűnös élet naplója            | Diario di un vizio                               | Luigia                     | magyar hangja: Tóth Enikő   |
| 1994 | A fiatal bíró                     | Il giudice ragazzino                             | Angela Guarnera            | magyar hangja: Balogh Erika |
| 1994 |                                   | Anche i commercialisti hanno un'anima            | Sonia                      |                             |
| 1994 |                                   | La bella vita                                    | Mirella                    |                             |
| 1996 |                                   | Vite strozzate                                   | Miriam                     |                             |
| 1996 |                                   | Ferie d'agosto                                   | Marisa                     |                             |
| 1996 |                                   | Arance amare                                     | Alice                      |                             |
| 1996 |                                   | Ritorno a casa Gori                              | Sandra Salvini             |                             |
| 1998 | Te nevetsz                        | Tu ridi                                          | Nora                       | magyar hangja: Náray Erika  |
| 1998 | Játék a szerelemmel               | Il Signor Quindicipalle                          | Sissi                      |                             |
| 1999 |                                   | I fobici                                         | nő                         | Frutto proibito szegmens    |
| 2000 |                                   | Le giraffe                                       | Roberta Tiberi             |                             |
| 2000 |                                   | A ruota libera                                   | Silvia nővér               |                             |
| 2003 |                                   | L'acqua… il fuoco                                | Stefania / Elena / Stella  |                             |
| 2004 |                                   | Christmas in Love                                | Lisa Pinzoni               |                             |
| 2006 |                                   | Eccezzziunale veramente - Capitolo secondo... me | Nunzia                     |                             |
| 2006 | Verdák                            | Cars                                             | Sally Carrera (hangja)     | olasz nyelvű változat       |
| 2006 | Matuka és az UFO-fény (rövidfilm) | Mater and the Ghostlight                         | Sally Carrera (hangja)     | olasz nyelvű változat       |
| 2006 |                                   | Natale a New York                                | Barbara Ricacci            |                             |
| 2008 |                                   | Tutta la vita davanti                            | Daniela                    |                             |
| 2009 | Napjaink szörnyetegei             | I mostri oggi                                    | Stefania / Sabrina / Alicw |                             |
| 2009 |                                   | Natale a Beverly Hills                           | Cristina                   |                             |
| 2011 | Verdák 2.                         | Cars 2                                           | Sally Carrera (hangja)     | olasz nyelvű változat       |
| 2011 |                                   | Vacanze di Natale a Cortina                      | Elena Covelli              |                             |
| 2013 | A nagy szépség                    | La grande bellezza                               | Ramona                     |                             |
| 2015 |                                   | Io e lei                                         | Marina Baldi               |                             |
| 2016 | Örökké fiatalok                   | Forever Young                                    | Angela                     |                             |
| 2016 | Balerina                          | Ballerina                                        | Régine Le Haut (hangja)    | olasz nyelvű változat       |
| 2017 |                                   | Omicidio all'italiana                            | Donatella Spruzzone        |                             |
| 2017 | Verdák 3.                         | Cars 3                                           | Sally Carrera (hangja)     | olasz nyelvű változat       |
| 2017 | A hely                            | The Place                                        | Angela                     |                             |
| 2018 |                                   | Ricchi di fantasia                               | Sabrina                    |                             |
| 2020 | Előre                             | Onward                                           | Laurel Lightfoot (hangja)  | olasz nyelvű változat       |
| 2022 |                                   | Il sesso degli angeli                            | Lena                       |                             |
| 2024 |                                   | Un altro ferragosto                              | Marisa                     |                             |
| 2025 |                                   | La città proibita                                | Lorena                     |                             |

### Televízió
| Év        | Magyar cím                    | Eredeti cím                             | Szerep                          | Megjegyzések                                      |
| --------- | ----------------------------- | --------------------------------------- | ------------------------------- | ------------------------------------------------- |
| 1986      | A Kutyaházi                   | Naso di cane                            | prostituált                     | minisorozat (3 epizód)                            |
| 1987      |                               | I ragazzi della 3ª C                    | szardíniai lány                 | 1 epizód                                          |
| 1988      |                               | Brivido giallo                          | Anna                            | 1 epizód                                          |
| 1989      |                               | Valentina                               | Edna                            | 1 epizód                                          |
| 1990      | Nincs menekvés                | Senza scampo                            | Lucia                           | tévéfilm                                          |
| 1993      |                               | Una storia italiana                     | Matilde                         | tévéfilm                                          |
| 1993      | Egy római felügyelő           | Un commissario a Roma                   | Patrizia Spinosi                | 1 epizód                                          |
| 1996      |                               | Sanremo Music Festival 1996             | önmaga (társ-házigazda)         | zenei fesztivál                                   |
| 1996–1997 |                               | Mai dire Gol                            | önmaga (társ-házigazda)         | 7. évad                                           |
| 1997      |                               | Il padre di mia figlia                  | Lisa                            | tévéfilm                                          |
| 1998      | Leo és Beo                    | Leo e Beo                               | Laura                           | - tévéfilm - magyar hangja: - Incze Ildikó        |
| 1999–2002 |                               | Commesse                                | Marta De Santis                 | 12 epizód                                         |
| 2000–2001 |                               | Le ali della vita                       | Rosanna Ranzi                   | 4 epizód                                          |
| 2001      | A mi Amerikánk                | Come l'America                          | Antonia                         | tévéfilm                                          |
| 2002      |                               | Cuore di donna                          | Flavia                          | tévéfilm                                          |
| 2004      | Adjátok vissza a gyermekeimet | Rivoglio i miei figli                   | Sonia                           | tévéfilm                                          |
| 2004      | A határokon túl               | Al di là delle frontiere                | Angela Ghiglino                 | 2 epizód                                          |
| 2004      | Ők sem voltak szentek         | Lives of the Saints                     | Cristina Innocente              | tévéfilm                                          |
| 2005      |                               | Dalida                                  | Iolanda "Dalida" Gigliotti      | tévéfilm                                          |
| 2006      |                               | Angela – Matilde – Lucia                | Angela / Matilde / Lucia        | - tévéfilm-trilógia - magyar hangja: - Balázs Ági |
| 2007      | Két szélhámos és egy fél      | Due imbroglioni e… mezzo!               | Gina                            | tévéfilm                                          |
| 2008–2011 |                               | Anna e i cinque                         | Anna Modigliani                 | 12 epizód                                         |
| 2009–2015 | Verdanimációk                 | Cars Toons                              | Sally Carrera (hangja)          | 15 epizód                                         |
| 2010      | Két csirkefogó... meg egy fél | Due imbroglioni e… mezzo: The Series!   | Gina                            | 3 epizód                                          |
| 2010      | Gyilkos hőség                 | Caldo Criminale                         | Anna Tardelli                   | - tévéfilm - magyar hangja: - Zakariás Éva        |
| 2012      |                               | Né con te né senza di te                | Francesca "Capitana" Sipicciani | tévéfilm                                          |
| 2013      |                               | Baciamo le mani – Palermo New York 1958 | Gabriella Vitaliano             | 4 epizód                                          |
| 2013–2022 |                               | Amici di Maria De Filippi               | önmaga (zsűritag)               | tehetségkutató (12–15., 18. és 21. évad)          |
| 2014–2015 |                               | Contratto                               | önmaga (házigazda)              | talk show                                         |
| 2016      |                               | House Party                             | önmaga (vendég házigazda)       | 1 epizód                                          |
| 2016      |                               | Rimbochiamoci le maniche                | Angela Tusco                    | 8 epizód                                          |
| 2018      |                               | Storie del genere                       | önmaga (házigazda)              | talk show                                         |
| 2019      |                               | L'amore strappato                       | Rosa Macaluso                   | 3 epizód                                          |
| 2019–     |                               | Tú sí que vales                         | önmaga (zsűritag)               | tehetségkutató (6. évadtól)                       |
| 2020      |                               | Amici di Maria De Filippi               | önmaga (zsűritag)               |                                                   |
| 2021      |                               | Svegliati amore mio                     | Nanà Santoro                    | 6 epizód                                          |
| 2021      |                               | Dinner Club                             | önmaga                          | dokumentumsorozat                                 |
| 2022      |                               | Sanremo Music Festival 2022             | önmaga (társ-házigazda)         | zenei fesztivál                                   |
| 2022      | Verdák az utakon              | Cars on the Road                        | Sally Carrera (hangja)          | 9 epizód                                          |
| 2024      |                               | Gloria                                  | Gloria Grandi                   | 6 epizód                                          |